# Judah ben Shalom
Pour les articles homonymes, voir Shalom.

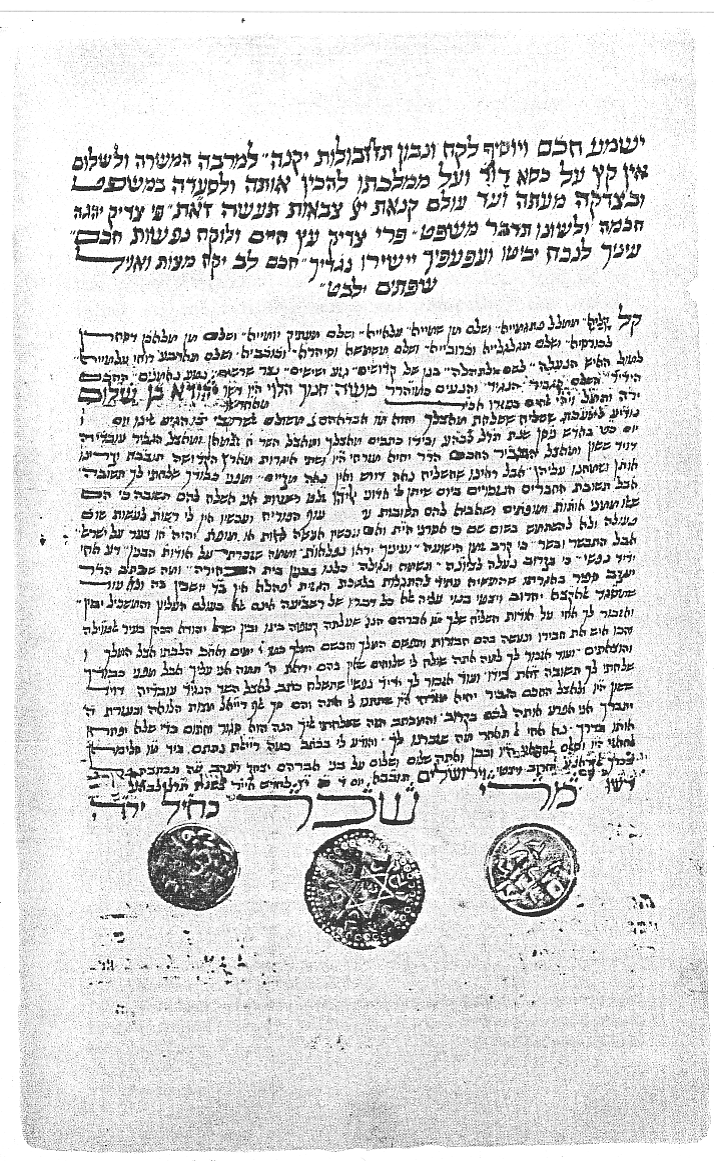
Une lettre de Shukr Kuhayl II (Judah ben Shalom), publiée en 1907 par David Sassoon dans Jewish Quarterly Review; v. 19, page: 163.

Judah ben Shalom (mort vers 1878 ; en hébreu : יהודה בן שלום), aussi connu sous le nom de Mori (maître) Shooker Kohail II ou Shukr Kuhayl II (en hébreu : מרי שכר כחיל), est un faux-messie yéménite du milieu du XIXe siècle.

## Le succès de Shukr Kuhayl II
Judah ben Shalom était soit un potier soit un savetier originaire de Sanaa, Yémen, et était indubitablement un kabbaliste remarquable. Il annonce en mars 1868 aux Juifs du Yémen, qu'il est en réalité le même Messie autoproclamé connu sous le nom de Shukr Kuhayl I, qui a été tué et décapité par les Arabes trois ans auparavant, ressuscité par le prophète Élie. La façon exacte dont Judah ben Shalom réussit à prendre l'identité du défunt Shukr Kuhayl, et ainsi d'effacer complètement sa propre histoire personnelle, reste encore un mystère.
Le nouveau Shukr Kuhayl continue de prêcher le message de repentance que les Juifs yéménites avaient l'habitude d'entendre des précédents messies, ainsi que des traditions religieuses locales. Aux Juifs il proclame qu'il est le Messie envoyé pour les délivrer, tandis qu'aux Arabes, il annonce qu'il est musulman envoyé pour proclamer l'arrivée du Mahdi. Il ne semble pas qu'il ait pratiqué des miracles, et il explique cet échec évident dans certaines de ses lettres. La raison principale qu'il donne, est que Dieu ne lui a pas encore permis d'accomplir des miracles, et que naturellement la permission de Dieu n'attend que le moment où les Juifs se seront tous réunis derrière leur Messie.
À la différence de Shukr Kuhayl I, qui se faisait connaitre principalement comme prêcheur itinérant, Judah ben Shalom développe une structure organisationnelle importante, qui aurait employé plusieurs centaines de personnes. De son quartier général qui se trouve successivement situé à Tan'im, al-Ṭawīlah, al-Qaranī, puis de nouveau à Tan'im, il coordonne une vaste correspondance avec  les responsables des communautés juives du Yémen, d'Aden, d'Alexandrie, de Bombay, de Calcutta, de Jérusalem et de Safed , principalement afin d'obtenir des fonds. C'est par cette correspondance que les historiens ont pu obtenir une vaste source d'informations sur les activités de Judah ben Shalom à cette période. À l'opposé de Shukr Kuhayl I, qui pendant sa courte carrière de messie a suivi une vie ascétique de solitude et de pauvreté, Shukr Kuhayl II donne l'apparence d'un escroc manipulant habilement les individus et les communautés à son unique profit.
Derrière les exhortations de repentance de Judah ben Shalom (qui étaient aussi caractéristiques de son prédécesseur  Shukr Kuhayl I, ainsi que des autres faux-messies yéménites), sa correspondance est remplie d'encouragement au paiement d'une dîme (ma'aser)  à son organisation. Il donne dans ses lettres différentes raisons pour le paiement de cette dîme dont le salut des angoisses du Messie, et il semble que toutes ces sollicitations aient été grandement satisfaites. Selon un rapport, les Juifs d'Aden, ont expédié à Kuhayl  le trésor complet de leur synagogue. Finalement, il réussit à réunir un grand nombre de partisans parmi les Juifs du Yémen (ainsi que de nombreux arabes), qui vont contribuer à lui fournir des sommes importantes d'argent pour sa cause. L'utilisation de ces sommes, soit qu'elles aient été distribuées aux pauvres, soit qu'elles aient été utilisées pour acheter des protections ou pour financer le mode de vie luxueux de Kuhay, reste un mystère.
Shukr Kuhayl II a eu des opposants même au Yémen. Certaines personnes qui ont connu le premier Shukr Kuhayl, considèrent que le mode de vie excessif de Shukr Kuhayl II est incompatible avec la personne qu'ils ont connue. Lenowitz cite certaines lettres qui expriment ce ressentiment. Le plus grand opposant à Kuhayl II est cependant Jacob Saphir de Jérusalem, qui va finalement jouer un rôle majeur dans la fin de carrière du messie.

## Les raisons de son succès
Les raisons d'un tel succès des mouvements messianiques au Yémen à une période aussi récente que la seconde moitié du XIXe siècle sont variées, bien qu'à la lumière d'activité messianique encore plus récente, survenue dans le mouvement hassidique Loubavitch, il est peut-être plus aisé d'expliquer ce phénomène. Cependant, pour un écrivain comme David Sassoon, influencé par la  Wissenschaft des Judentums (Science du judaïsme), la seule raison plausible est la déficience de culture intellectuelle yéménite.
« À toutes les époques, il y a eu des prétendants et des faux-messies parmi les Juifs, mais aux Yémen, ils ont été très nombreux, sans aucun doute parce que le Juif yéménite est crédule et manque d'érudition. Ses études sont pratiquement confinées au Zohar et aux livres sur la קבלה (Kabbale), les סגולות (pratiques kabbalistiques), les רפואות (guérisons), les גורלות (envois de sorts) et les קמיעות (talismans). Beaucoup d'entre eux s'enferment pendant des jours, et imaginent parler à l'ange Gabriel ou à d'autres êtres célestes… »
Sassoon a l'avantage de la proximité des événements, vivant presque à l'époque du mouvement messianique qu'il décrit, mais on peut mettre en doute l'impartialité de certaines de ses remarques dans la mesure où elles ne correspondent pas aux témoignages de Jacob Saphir. Il semble que les Juifs yéménites étaient réellement enclins à une certaine fascination pour les expédients messianiques tels que les calculs de rédemption, les visions apocalyptiques, les tribus perdues, etc…, mais ceci est insuffisant pour expliquer leur susceptibilité aux prétendants messianiques.
Une raison supplémentaire est l'avantage que surent retirer les messies yéménites de deux caractéristiques du judaïsme yéménite. Tout d'abord, la culture juive yéménite donne une très grande importance à la repentance individuelle et communautaire (avec les fâcheuses conséquences si la repentance est critiquable) et les faux-messies  en profitèrent en incorporant dans leurs messages de puissants appels pieux et émotionnels à la repentance communautaire face aux dangers imminents. Face à l'hyper-piété des messages des messies, les responsables communautaires ne pouvaient aucunement rejeter le messager. En plus, la tradition chez les Juifs yéménites de mémoriser la totalité du Tanakh (la Bible hébraïque), permettait à un individu instruit tel que Kuhayl II de paraitre messianique en mélangeant habilement dans ses écrits (et sans doute aussi dans ses discours), des versets des Nevi'im ou des Ketouvim. Ses lecteurs yéménites pouvaient reconnaitre immédiatement ces versets et leurs origines prophétiques, ce qui indubitablement donnait une autorité remarquable au message du messie et encore rendait difficile à rejeter le messager.
En plus, il est certain que la faiblesse des autorités juives au Yémen, offrait un terrain propice aux activités messianiques en face d'une situation politique sombre et chaotique dans une communauté relativement isolée du reste de la culture juive. Ces circonstances sont identiques à celles qui conduisirent Maïmonide à écrire sa fameuse Épître au Yémen (Iggeret Teiman) au XIIe siècle, dans laquelle il exprime son inquiétude concernant la réponse laxiste des autorités juives yéménites face à un pseudo-messie. Pour la période de Kuhayl II, Lenowitz considère que l'on se trouve dans une situation similaire:  
« Les responsables de la communauté juive yéménite continuent à jouer le rôle dans lequel ils apparaissent dans l'Épître (au Yémen): ils sont indécis; ils ne sont pas réprobateurs; ils sont  influencés par leur propre destin; ils comprennent et sympathisent avec leur peuple; et ils ne peuvent que respecter les messies pour la conduite qu'ils prêchent, même s'ils craignent les conséquences de leurs exigences et la crainte que leurs mouvements pourraient avoir sur la vie paisible, sinon pauvre, des Juifs du Yémen sous le despotisme arabe. Les communautés juives, de Sanaa en particulier, jouent aussi leur rôle tel que mentionné dans la Lettre; la répression et l'instabilité occasionnelle dans la société recommencent; et le Yémen finalement en arrive à présenter une remarquable histoire messianique unifiée  qui s'étend sur une période de plus de 600 ans. »

## La chute de Shukr Kuhayl II
Pour en finir, Jacob Saphir rédige en 1872 son Iggeret Teiman, reprenant volontairement le titre Épître au Yémen de Maïmonide et la fait signer par les rabbins de Jérusalem. Dans cette épître, il s'oppose aux idées messianiques de Judah ben Shalom, ce qui conduit à une perte d'influence de Kuhayl parmi les responsables  communautaires et une nette détérioration de ses finances. Ses revenus diminuant, il est forcé d'emprunter de l'argent à des Arabes fortunés, et ne pouvant rembourser ses prêts, il est finalement jeté en prison. Remis en liberté quelque temps plus tard, il est alors incapable de rassembler ses fidèles et meurt dans la pauvreté vers 1878.